# Дас, Атану
Атану Дас (хинди अतानु दास; род. 5 апреля 1992, Западная Бенгалия) — индийский лучник, выступающий в соревнованиях по стрельбе из олимпийского лука. Серебряный призёр чемпионата мира, победитель этапов Кубка мира. Участник двух Олимпийских игр. Лауреат премии Арджуна.

## Биография
Атану Дас родился 5 апреля 1992 года. Стрельбой из лука начал заниматься только в возрасте 14 лет, когда благодаря отцу заинтересовался этим видом спорта.
Женат на Дипике Кумари, также лучнице, представляющей Индию на международных соревнованиях. Они планировали свадьбу в дни, когда должна была пройти Олимпиада в 2020 году, но затем перенесли её на более поздний срок.
В 2020 году за спортивные достижения стал лауреатом премии Арджуна.
Учился в Университете Винаяки в Салеме.

## Карьера

### Ранние годы
В 2008 году принял участие в молодёжном чемпионате мира в Анталии в категории детей, добравшись до четвертьфинала, где проиграл соотечественнику Хеманта Басуматари 104:108. В командном турнире индийцы проиграли в первом матче чехам.
В 2009 году принял участие в чемпионате Азии на Бали, заняв 24-е место. Атану Дас также принял участие в молодёжном чемпионате мира в Огдене, достигнув четвертьфинала. Этот турнир проводился по старой системе, в поединке плей-офф победителя определяла сумма 12 выстрелов. Атану Дас победил швейцарца Акселя Мюллера (108:102), британца Марка Несбитта (112:105), австралийца Райана Тайака (108:103), а затем уступил китайцу Юй Сину (111:113). В командном турнире Атану Дас, Хеманта Басуматари и Паван Ксалксо в первом матче победили Казахстан со счётом 213:210, а затем уступили Великобритании 215:221.
Атану Дас принимал участие в первых юношеских Олимпийских играх в Сингапуре в 2010 году, добравшись до 1/16 финала.
В мае 2011 года завоевал золотую медаль на Азиатском Гран-при в Дакке, победив в финале индонезийца Кхомкрита Дуангсувана. Матчи проходили по новой системе (сетовой), и Дас выиграл решающий матч со счётом 6:4. На третьем этапе Кубка мира в Огдене уже в первом матче попал на олимпийского чемпиона 2004 Марко Гальяццо и проиграл, а на четвёртом в Шанхае дошёл до 1/16, победив в первом матче финна Петри Вайниопяа, а затем проиграв малайзийцу Хайрулу Ануару Мохамаду. На молодёжном чемпионате мира в Легнице Атану Дас вновь достиг четвертьфинала, где проиграл корейцу Сун Вук Ёну со счётом 3:7. В командном турнире Атану Дас, Соменатх Мондал и Раджговинд Сванси победили мексиканцев 222:280, турок 223:206, голландцев 214:209, а в финале проиграли южнокорейцам 200:214, став серебряными призёрами. В миксте Атану Дас и Дипика Кумари в первом матче победили мексиканцев 146:141, затем оказались сильнее поляков 149:135, а затем уступили Нидерландам 148:151 в полуфинале, и затем, в матче за бронзу, который закончился ничьей 143:143, победу в перестрелки одержали представители Китайского Тайбэя.
В октябре принял участие в чемпионате Азии в Тегеране. В первом раунде Атану Дас сумел победить Али Альхамдани из Ирака со счётом 6:2, а затем иранца Кейвана Риязимехра со счётом 7:3. На стадии 1/8 финала Атану Дас всухую проиграл китайцу Цзинь Сянциню.
В марте 2013 года Атану Дас выиграл бронзу на первом этапе Азиатского Гран-при в Таиланде. В мае на первом этапе Кубка мира в Шанхае в первом же для себя поединке проиграл северокорейскому лучнику Джон Чхолю. На следующем этапе в Анталии Атану Дас победил в первом матче Муидха Альбаками из Саудовской Аравии (6:0), Массимилиано Мандия из Италии (6:4), Бернардо Оливейра из Бразилии (7:1), а затем уступил Брейди Эллисону из США с тем же счётом. На третьем этапе в Медельине Атану Дас победил в первом матче норвежца Борда Нестенга со счётом 7:3, а затем уступил китайцу Чжан Цзяньпину 2:6. На последнем этапе во Вроцлаве Атану Дас всухую победил соотечественника Джаянту Талукдара, но затем уступил олимпийскому чемпиону украинцу Виктору Рубану со счётом 4:6.

### 2014 и 2015 годы
В 2014 году на втором этапе в Медельине завоевал серебряную медаль в мужском командном турнире вместе с Санджай Боро и Тхупувойи Свуро, уступив только корейцам Ким У Джину, Ку Пон Чхану и О Джин Хёку в финале. В индивидуальном первенстве Атану Дас в первом раунде победил со счётом 6:4 француза Пьера Плийона, а затем уступил всухую Хайрулу Мохамаду из Малайзии. На этапе в Анталии индиец выступил менее удачно: в 1/48 финала победил швейцарца Томаса Руфера, но затем всухую проиграл монгольскому спортсмену Жанцангийну Гантугсу. В мужском командном турнире Атану Дас, Санджай Боро и Джаянта Талукдар проиграли в первом же матче России со счётом 0:6. На этапе во Вроцлаве вновь индийцы выиграли серебро командного турнира, на этот раз проиграв мексиканцам Луису Альваресу, Хуану Серрано и Педро Вивасу Алькала. В личном турнире Атану Дас в первом матче Ибрагима Сабры из Египта со счётом 6:0, затем россиянина Алексея Николаева (7:1), но на стадии 1/8 финала проиграл олимпийскому чемпиону итальянцу Мауро Несполи 3:7.
В сентябре 2014 года принял участие на Азиатских играх в Инчхоне. В индивидуальном первенстве Атану Дас победил в первом матче Мьё Аунга Ная из Мьянмы со счётом 6:0, затем Чэнь Синьфу из Тайваня 6:2, а в четвертьфинале попал на олимпийского чемпиона О Джин Хёка, которому всухую проиграл и занял итоговое восьмое место. В командном турнире индийцы уже в первом матче проиграли сборной Гонконга.
На чемпионате Азии 2015 года в Бангкоке Атану Дас в первом матче победил монгольского лучника Пуревсурена Батаа со счётом 6:2, затем иранца Садегха Ашрафи, но в 1/8 финала уступил корейцу Ли Сын Юну. Сборная Индии в составе Атану Дас, Джаянта Талукдар и Мангал Синхл Чампия заняла четвёртое место, в первых матчах победив Филиппины и Иран, но затем уступив Корее (3:5) и Тайваню (4:5 в перестрелке) в поединке за бронзовую медаль.

### 2016 год
В 2016 году на первом этапе Кубка мира в Шанхае индийские лучники завоевали бронзу, а Атану Дас в паре с Дипикой Кумари также стали третьими в миксте. В индивидуальном турнире Атану Дас в первом раунде победил Андреса Пила из Колумбии (7:3), затем Султана Дузельбаева из Казахстана (6:2) и Жао Динъюй из Тайваня (6:4). На стадии 1/8 финала индиец уступил другому лучнику из Тайваня Вэй Цзюньхану со счётом 2:6. На третьем этапе в Анталии Атану Дас завоевал серебро с Дипикой Кумари в миксте, уступив только Чхве Ми Сун и Ку Пон Чхану. В индивидуальном турнире Атану Дас победил Флориана Флото из Германии (7:3), Ольдаира Самора из Мексики (6:0) и Вэй Цзюньхана из Тайваня (6:2), а в полуфинале его соперником оказался кореец Ку Пон Чхан, которому Дас уступил всухую. Матч за бронзу против Ким У Джина дошёл до перестрелки, в котором оба лучника попали в десятку, но стрела корейца была ближе к центру. Также Атану Дас выступал в командном турнире, где в первом же матче индийцы проиграли бразильцам.
В августе на Олимпиаде в Рио-де-Жанейро Атану Дас показал пятый результат в рейтинговом раунде с 683 очками. В первом матче на стадии 1/32 финала ему попался непальский лучник Джитбахадур Мухтан, которого индиец всухую победил. В следующем раунде он оказался сильнее кубинца Адриана Андреса Пуэнтес Переса со счётом 6:4, а на стадии 1/8 финала проиграл корейцу Ли Сын Юну.

### 2017 год
В начале 2017 года Атану Дас попал в Финал Кубка мира в помещении в Лас-Вегасе, но уже в первом поединке уступил корейцу Лим Джи Вану. На первом летнем этапе Кубка мира в Шанхае Атану Дас начал с победы над турецким стрелком из лука Эрдалом Мериджем Далом со счётом 6:2, затем всухую обыграл британца Патрика Хастона, но в четвертьфинале против Стива Вайлера матч перешёл в перестрелку, где сильнее оказался голландец. Индийская сборная в составе Атану Дас, Висваш и Дханирам Басуматари победили канадцев в первом матче 5:1, но затем всухую уступили Японии в 1/4 финала. На втором этапе в Анталии в индивидуальном первенстве Атану Дас победил в первом матче Мигеля Пифарре Трухильо, но уже во втором раунде проиграл малайзийцу Мухаммаду Нор Насрину со счётом 2:6. В команде вместо Висваша выступал Индрачанд Свами, однако уже в первом матче на стадии 1/8 финала индийцы уступили немцам 0:6. На четвёртом этапе в Берлине в индивидуальном турнире Атану Дас победил исландца Гудмундура Гудьонссона (6:0), затем британца Тома Холла (6:4), но на стадии 1/8 финала вновь проиграл, на этот раз серебряному призёру Олимпиады-2012 французу Жану-Шарлю Валладону. В командном турнире индийцы в первом матче победили Канаду, но затем в перестрелке уступили Нидерландам. За команду помимо Атану Даса выступали Тарундип Рай и Джаянта Талукдар. Атану Дас участвовал в миксте с Дипикой Кумари. Победив в первом раунде поляков, индийцы попали на турок Ясемин Анагёз и Мете Газоза в четвертьфинале и проиграли 0:6.
На чемпионате мира 2017 года в Мехико Атану Дас занял четырнадцатое место в рейтинговом раунде, набрав 661 очко из 720 возможных, но уже в первом раунде проиграл турку Мериджу Эрдалу Далу. В состав мужской сборной Индии входили Мангал Чампия, Атану Дас и Тарундип Рай, однако в командном турнире они также проиграли в первом раунде в перестрелке американцам. Атану Дас выступал с Дипикой Кумари в миксте, победили в первом матче россиян Арсалана Балданова и Ксению Перову со счётом 5:1, но затем уступили будущим чемпионам Лим Дон Хёну и Кан Чхэ Ён из Южной Кореи. В ноябре Атану Дас принял участие на чемпионате Азии в Дакке завоевал серебро в составе мужской команды вместе с Джаянта Талукдаром и Яшдевом, уступив лишь корейцам в финале. В личном турнире Атану Дас победил северокорейского лучника Пак Ён Вона, но в 1/8 финала проиграл китайцу Ван Дапэну. В миксте в паре с Дипикой Кумари индийцы выиграли первый матч у Гонконга, но затем в перестрелке уступили Монголии.

### 2018 год
В 2018 году на этапе Кубка мира в Шанхае Атану Дас в первом матче победил новозеландца Чейса Мартин-Робертса со счётом 6:2, а затем тайского лучника Денчая Тхепна (6:0) и россиянина Галсана Базаржапова (7:1). На стадии 1/8 финала Атану Дас проиграл индонезийцу Риау Эга Агата. В командном турнире индийцы победили Саудовскую Аравию со счётом 6:2, но затем уступили Китайскому Тайбэю всухую. В миксте Атану Дас выступал с Анкитой Бхакат. Индийцы победили Словению в первом матче (6:2), но затем уступили американцам Брейди Эллисону и Хатуне Лориг в перестрелке. На этапе в Анталии Атану Дас победил в первом матче Развана Марку из Румынии со счётом 6:2, соотечественника Сухчайна Сингха в перестрелке, а затем уступил турку Мете Газозу 4:6. Мужская команда в составе Джагдиш Чаудри, Атану Дас и Сукчайн Сингх проиграли уже в первом матче белорусам в перестрелке, а в миксте Атану Дас и Дипика Кумари победили в стартовом поединке датчан со счётом 5:1, а затем проиграли Японии в перестрелке. На третьем этапе в Солт-Лейк-Сити Атану Дас в стартовом матче победил японца Масая Ямамото со счётом 7:1, затем француза Жана-Шарля Валладона (6:4), тайваньца Вэй Цзюньхана в 1/8 финала в перестрелке, но в четвертьфинале со счётом 2:6 проиграл Стиву Вайлеру из Нидерландов. Вместе с Дипикой Кумари в миксте индийские лучники победили итальянцев Ванессу Ланди и Мауро Несполи (6:2) и поляков Наталию Лесняк и Матеуша Огродовчика, но в полуфинале проиграли американцам Маккензи Браун и Брейди Эллисону в перестрелке, а в матче за бронзу тайваньцам Тань Ятин и Тан Чжицзюнь. На последнем этапе в Берлине Атану Дас выступил в индивидуальном первенстве неудачно, всухую проиграв первый матч словенцу Жиге Равникару. Мужская сборная в составе Джагдиш Чаудри, Атану Дас и Висваш уже в первом матче со счётом 2:6 проиграли Великобритании, а в миксте Дас и Кумари в 1/12 финала с сухим счётом победили Грузию, в 1/8 финала оказались сильнее Германии со счётом 5:3, но в четвертьфинале уступили Тайваню 0:6.
В конце лета Атану Дас выступил на вторых для себя Азиатских играх в Джакарте. В индивидуальном турнире в первом матче (1/16 финала) индиец победил северокорейца Пак Ён Вона со счётом 7:3, затем с таким же счётом оказался сильнее казахстанского лучника Дениса Ганькина, но в четвертьфинале проиграл Риау Эга Агата из Индонезии с таким же счётом. В командном турнире Индию представляли Атану Дас, Висваш и Джагдиш Чаудри. Они в первом матче (1/8 финала) победили Вьетнам (5:3), но уже в четвертьфинале попали на корейцев и проиграли со счётом 1:5. В миксте Дипика Кумари и Атану Дас в первом же поединке проиграли в перестрелке монгольским лучникам.

### 2019 год
На третьем этапе Кубка мира в Анталии Атану Дас в первом матче против Жиги Равникара из Словении победил в перестрелке, но затем уступил мексиканцу Карлосу Рохасу. В команде выступали Атану Дас, Правин Джадхав и Тарундип Рай, однако они уже в первом матче попали на итальянцев и проиграли в перестрелке.
На чемпионате мира в Хертогенбосе, который проходил между этапами, Атану Дас неудачно выступил в личном турнире, выиграв только первый матч против Даниэля Пинедо из Колумбии, а затем уступив Денису Ганькину из Казахстана. Тем не менее, вместе с Правином Джадхавом и Тарундипом Раем индийцы дошли до финала командного турнира, где уступили китайцам 2:6. На пути в финал они победили Норвегию 5:1, Канаду 5:3, Тайвань 6:0 и Нидерланды в перестрелке при равном счёте 4:4. Серебро обеспечило Индии представительство в 3 лучника на индивидуальном турнире на Олимпиаде в Токио и место в командном турнире.
На четвёртом этапе Кубка мира в Берлине Атану Дас проиграл в первом матче американцу Мэттью Рекуа. Индийцы в составе Атану Дас, Атуль Верма и Правин Джадхавом в первом же матче проиграли канадцам.
Атану Дас выступил на тестовом предолимпийском турнире в Токио, достигнув 1/16 финала, где проиграл корейцу Бэ Дже Хёну. В миксте Атану Дас участвовал вместе с Дипикой Кумари. Индийцы проиграли в первом матче колумбийцам Ане Марии Рендон и Даниэлю Пинеда.
На чемпионате Азии в Бангкоке Атану Дас и другие индийские спортсмены выступали без флага под аббревиатурой WA и названием «Олимпийские спортсмены» (англ. WA - Olympic Athlete) завоевал бронзовую медаль в индивидуальном первенстве. Показав четвёртый результат в предварительном раунде с 677 очками из 720 возможных, Дас попал сразу в 1/8 финала, где победил всухую малайзийца Мухамада Золкепели. В четвертьфинале с таким же счётом Дас выиграл у казахстанского лучника Санжара Мусаева. В полуфинале индиец проиграл олимпийскому чемпиону Ким У Джину, а в матче за бронзу оказался точнее в перестрелке другого олимпийского чемпиона О Джин Хёка. В командном турнире Атану Дас, Тарундип Рай и Джаянта Талукдар завоевали бронзовую медаль, победив в первом матче Таджикистан со счётом 6:2, затем Бангладеш (6:1). В полуфинале индийцы уступили всухую КНДР, но в матче за бронзу победили китайцев со счётом 6:2. В миксте Атану Дас и Дипика Кумари победили Шри-Ланку в 1/8 финала со счётом 5:1, затем КНДР с таким же счётом, а в полуфинале проиграли Тайваню (5:3). Тем не менее, в матче за бронзу они победили Китай со счётом 6:2 и стали бронзовыми призёрами.

### 2021 год
Кубок мира в 2020 году был отменён из-за пандемии коронавируса. На первом этапе в Гватемале Атану Дас начал с победы в 1/16 финала над сальвадорским спортсменом Оскаром Тикасом (6:4), а затем с таким же счётом победил соотечественника Правина Джадхава и канадца Эрика Петерса. В полуфинале Атану Дас оказался сильнее мексиканца Альваро Альварадо со счётом 6:2 и впервые вышел в финал этапа Кубка мира. В финале он победил испанца Даниэля Кастро со счётом 6:4, в последнем сете трижды попав в десятку, тогда как испанец набрал 29 очков. В командном турнире Атану Дас выступал вместе с Правином Джадхавом и Тарундипом Раем, но уже в первом матче в перестрелке проиграли испанцам. В миксте Атану Дас выступал с Анкитой Бхакат, в первом матче они победили Испанию со счётом 6:0, а затем проиграли мексиканцам в перестрелке. Тем не менее, в матче за бронзовую медаль они сумели выиграть у сборной США со счётом 6:2. На последнем перед Олимпиадой этапе Кубке мира в Париже индийский лучник дошёл до 1/8 финала в личном первенстве, где уступил в перестрелке Джеку Уильямсу из США. Перед этим он победил Мохаммада Рубела из Бангладеш (7:1), Виталия Попова из России (6:0) и Сенна Росса из Бельгии (6:0). Индийская мужская сборная в том же составе, в котором участвовала в Гватемале, победила Мексику в 1/8 финала со счётом 6:0, но в четвертьфинале против Германии матч дошёл до перестрелки и сильнее оказались европейские лучники. В миксте Атану Дас выступал с Дипикой Кумари. В матче 1/8 финала против Великобритании они одержали сухую победу, затем также победили американцев, а в полуфинале — испанцев. В главном поединке Дас и Кумари оказались сильнее нидерландских лучников Шефа ван ден Берга и Габриэлы Схлуссер со счётом 5:3 и выиграли золото.
На Олимпийских играх в Токио, перенесённых на один год из-за пандемии коронавируса, в миксте Атану Дас участвовал с Дипикой Кумари. Они в матче 1/8 финала победили сборную Китайского Тайбэя со счётом 5:3. Тем не менее, уже в четвертьфинале Атану и Дипика попали на будущих олимпийских чемпионов Ким Дже Дока и Ан Сан из Южной Кореи, проиграв им со счётом 2:6. Мужская сборная Индии в составе Атану Дас, Правин Джадхав и Тарундип Рай в первом матче командного турнира победили Казахстан со счётом 6:2, но во втором поединке против Кореи уступили всухую и выбыли из борьбы. В индивидуальном первенстве Атану Дас, занявший 35-е место в рейтинговом раунде с 653 очками, победил Дэн Юйчэна из Тайваня со счётом 6:4, а во втором поединки выбил из борьбы олимпийского чемпиона 2012 года О Джин Хёка из Южной Кореи в перестрелке. Тем не менее, в 1/8 финала Атану Дас со счётом 4:6 проиграл японцу Такахару Фурукаве и лишился шансов на медаль.
Атану Дас пропустил чемпионат мира, но принял участие в Финале Кубка мира в Янктоне, но не смог завоевать медаль — в матче за бронзу индиец уступил олимпийскому чемпиону Мете Газозу.